# Norman Jewison
Norman Frederick Jewison, född 21 juli 1926 i Toronto, Ontario, död 20 januari 2024 i Los Angeles, Kalifornien, var en kanadensisk filmregissör, filmproducent och manusförfattare. Jewison har bland annat regisserat Cincinnati Kid (1965), I nattens hetta (1967), Äventyraren Thomas Crown (1968), Spelman på taket (1971), Jesus Christ Superstar (1973), En soldats historia (1984), Agnes av Gud (1985), Mångalen (1987) och The Hurricane (1999).

## Filmografi i urval
- 1962 – En flicka på halsen (regi)
- 1963 – Gift på halvtid (regi)
- 1965 – Tappa inte huvet..! (regi)
- 1965 – Cincinnati Kid (regi)
- 1966 – Ryssen kommer! Ryssen kommer! (regi och produktion)
- 1967 – I nattens hetta (regi)
- 1968 – Äventyraren Thomas Crown (regi och produktion)
- 1969 – Chicago, Chicago (regi och produktion)
- 1971 – Spelman på taket (regi och produktion)
- 1973 – Jesus Christ Superstar (regi, manus och produktion)
- 1978 – F.I.S.T. (regi och produktion)
- 1982 – Tjejen som inte ville gifta sig (regi och produktion)
- 1984 – En soldats historia (regi och produktion)
- 1985 – Agnes av Gud (regi och produktion)
- 1987 – Mångalen (regi och produktion)
- 1991 – Galen i pengar (regi och produktion)
- 1996 – Bogus (regi och produktion)
- 1999 – The Hurricane (regi och produktion)